# Pepin Garbaty
Pepin Garbaty (ur. przed 770, zm. 811) – najstarszy syn Karola Wielkiego i jego konkubiny (lub żony) Himiltrudy. Przydomek związany z fizyczną deformacją jego ciała. Ojciec wychowywał go z młodszymi braćmi na swoim dworze i traktował zawsze dobrze.

## Życiorys
Mimo że Pepin był najstarszym synem, nigdy nie miał większych szans na oddziedziczenie tronu Franków. Był łatwym celem dla niezadowolonych możnych. W 780 Karol Wielki ostatecznie wydziedziczył Pepina i jego młodszy syn Karloman został przechrzczony przez papieża na Pepina. Ten krok został zainicjowany przez trzecią żonę Karola Wielkiego i matkę Karlomana – Hildegardę. Pepin został odesłany z dworu.
Pepin zachował kilku przyjaciół wśród możnych królestwa Franków. W 792 roku kilku hrabiów ułożyło plan obalenia Karola Wielkiego i osadzenia na tronie jego syna Pepina Garbatego, który byłby łatwiejszy w manipulowaniu przez możnych. Konspiratorzy mieli dokonać zabójstwa króla Karola, jego żony oraz ich trzech synów. Plan upadł na skutek zdrady przez Lombardczyka diakona Fardulfa. Król Karol po odkryciu spisku udał się do Ratyzbony, gdzie odbył się nad spiskowcami sąd. Większość została skazana za zdradę na śmierć. Pepin zaś został zamknięty jako mnich w klasztorze w Prüm, gdzie zmarł w 811 roku.